# بزژچه (شهرستان پلیس)
بزژچه (به لهستانی:  Bezrzecze) یک روستا در لهستان است که در گمینا دوبرا (شهرستان پلیس) واقع شده‌است. بزژچه ۶۸ متر بالاتر از سطح دریا واقع شده‌است.